# Новоподкряжский сельский совет (Царичанский район)
Новоподкряжский сельский совет (укр. Новопідкрязька сільська рада) — входит в состав
Царичанского района
Днепропетровской области
Украины.
Административный центр сельского совета находится в 
с. Новоподкряж
.

## Населённые пункты совета
- с. Новоподкряж
- с. Супина